# Schweizer (Beruf)
Schweizer, veraltet auch Schwitzer, ist eine ehemalige Berufsbezeichnung. Schweizer übten außerhalb ihres Landes entsprechend ihren Fähigkeiten bestimmte Berufsarten aus. Mit der Zeit ging der Begriff Schweizer auf den typischen Beruf über (oft auch unabhängig von der Herkunft des Ausübenden): Schon im Spätmittelhochdeutschen bezeichnet das Wort swîzer nicht nur einen Einwohner der Schweiz, sondern auch verschiedene Berufe, für die die Schweizer bekannt waren.

## Wach- und Schutzdienste
Bekannt wurden Schweizer in fremden Heerdiensten, seit den Burgunderkriegen des 15. Jahrhunderts als Reisläufer, dann als Schweizertruppen der französischen Könige und an europäischen Fürstenhöfen (gardes Suisses), als die heute noch bestehende Schweizergarde des Vatikans sowie als Leibwächter und als Eingangswachen (Thürhüter bei vornehmen Personen). In diesem Zusammenhang entstand auch der Begriff Kirchenschweizer.
Die Literatur kennt mehrfach den Berufsbegriff Schweizer, so in Carl Maria von Webers Oper Oberon: „als ich ohne Schwierigkeit von dem gemalten Schweizer eingelassen wurde“, bei Jean Paul: „sie mögen ihre Karten dem Schweizer (Thürhüter) geben“, und bei August von Kotzebue: „umsonst ermüdet er mit Fragen nach seinem Herrn den Schweizer, der die Wach’ am Thore hat (im Lateran)“. Der Begriff erscheint auch im Englischen bei Shakespeare: „Where are my Switzers? Let them guard the door.“ (Hamlet, 4. Akt, 5. Szene.)

## Schweizerei
Personen, die Viehzucht und Molkerei nach Schweizerart zu treiben verstanden – also Hirten und Stallknechte (Stallschweizer) sowie Melker und Sennen –, nannte man Schweizer, auch wenn sie nicht aus der Schweiz stammten:

„Schweizer oder eine tüchtige Viehmagd gesucht“

Denselben Ursprung hat die Bezeichnung Schweizerei für einen Gutshof mit Vieh- und Milchwirtschaft.
Der Begriff kam in der Sommerresidenz der Markgrafen von Brandenburg-Ansbach in Triesdorf auf. Dort wurde das erste Zuchtprogramm für Rinder auf deutschem Boden entwickelt. Markgraf Carl Wilhelm Friedrich war dem niederländischen Königshaus eng verbunden, die dortigen schwarzbunten holländisch-friesischen Rinder beeindruckten ihn wegen ihrer Größe und Milchleistung so stark, dass er 1740 insgesamt 21 Kühe und Bullen aus Holland zur reinrassigen Weiterzucht auf seinem Gutsbetrieb nach Triesdorf treiben ließ; in diesem Zusammenhang sprach man fortan von einer „Holländerey“. Der Sohn Carl Wilhelm Friedrichs, Carl Alexander, ließ 1757 durch seinen Stallmeister Baron von Mardefeld schwarzbunte Höhenrinder (Berner Schecken) aus der Westschweiz ankaufen und nach Triesdorf treiben. Diese schweren Tiere waren für Arbeit und Mast besser geeignet als die holländische Rasse. Die Einkreuzung der Schweizer „Triesdorfs Rasse“ in die Rotviehbestände war so erfolgreich, dass 1780 weitere 24 Kühe und ein Bulle aus den Schweizer Kantonen Bern und Freiburg nach Triesdorf gebracht wurden. Durch den mehrmaligen Zukauf von Schweizer Vieh wandelte Markgraf Alexander die unter seinem Vater „Holländerey“ genannte Viehhaltung in eine „Schweizerey“. Die eingekauften Berner Schecken bildeten die Grundlage für die Zucht des Triesdorfer Tigers. Die Triesdorfer Tiger wurden so populär, dass sie auf Viehmärkten bis nach Paris aufgetrieben wurden. Von Triesdorf ausgehend bezeichnet man seitdem Personal in der Rinderhaltung als Schweizer. Diese Bezeichnung hat sich vor allem in der süddeutschen Mundart im Gegensatz zur „Holländerei“ bis heute erhalten.
Auch in Norddeutschland existierten noch im 20. Jahrhundert beide Begrifflichkeiten nebeneinanderher: 1929 bestand ein Ernst Bonatz vor der Landwirtschaftskammer Lüneburg die Stallschweizerprüfung zum Oberschweizer und fuhr dann anschließend nach Hause zur Arbeit in der Holländerei des Gutes Preten.

## Weitere Berufe
In Norddeutschland bezeichnete man früher gelegentlich auch Konditoren (Zuckerbäcker) als Schweizer, da sie vielfach aus den Westschweizer Kantonen oder Graubünden (Engadiner Zuckerbäcker) kamen.